# William Henry Andrews
William Henry Andrews (* 14. Januar 1846 in Youngsville, Warren County, Pennsylvania; † 16. Januar 1919 in Carlsbad, New Mexico) war ein US-amerikanischer Politiker. Zwischen 1905 und 1912 vertrat er als letzter Delegierter das New-Mexico-Territorium im US-Repräsentantenhaus.

## Frühe Jahre
William Andrews besuchte die öffentlichen Schulen seiner Heimat und war anschließend zwischen 1880 und 1890 im Handel in Cincinnati sowie in Meadville und Titusville tätig. Außerdem stieg er in das Eisenbahngeschäft ein, in dem er es bis zum Präsidenten der Santa Fe Central Railway Company bringen sollte.

## Politische Laufbahn
Andrews wurde Mitglied der Republikanischen Partei. Zwischen 1889 und 1891 war er Parteivorsitzender in Pennsylvania. Von 1889 bis 1893 gehörte er dem Repräsentantenhaus von Pennsylvania an, und im Jahr 1895 wurde er in den Staatssenat gewählt. Im Jahr 1900 zog er in das New-Mexico-Territorium, wo er sich im Sierra County dem Bergbau widmete. Auch in seiner neuen Heimat setzte Andrews seine politische Laufbahn fort. Er wurde bald zu einem der führenden Politiker in diesem Territorium. Zwischen 1903 und 1904 gehörte er dem territorialen Regierungsrat an.
Bei den Kongresswahlen des Jahres 1904 wurde er zum Delegierten seines Territoriums im US-Repräsentantenhaus gewählt. Dort löste er am 4. März 1905 Bernard Shandon Rodey ab, gegen den er sich in den Vorwahlen seiner Partei durchgesetzt hatte. Nachdem er in den Jahren 1906, 1908 und 1910 jeweils wiedergewählt worden war, konnte er sein Mandat im Kongress bis zum 7. Januar 1912 ausüben. An diesem Tag erlosch das Mandat, weil New Mexico als regulärer Bundesstaat den Vereinigten Staaten beigetreten war. Andrews hatte sich sehr für diesen Beitritt eingesetzt. Als Gegenleistung erhoffte er sich eine Wahl in den US-Senat. Dieses Vorhaben scheiterte aber an Widerständen innerhalb seiner Partei.

## Weiterer Lebenslauf
Seit 1912 war Andrews am Ölgeschäft im südlichen New Mexico beteiligt. Inzwischen gab es Vorwürfe aus Pennsylvania, wo man feststellte, dass etwa $ 300,000 im Zusammenhang mit Andrews’ Eisenbahngesellschaft verschwunden waren. Seine Geschäfte liefen nach 1912 wenig erfolgreich. Er starb mittellos im Jahr 1919 und wurde in Titusville beigesetzt.